# Giải vô địch bóng đá trẻ thế giới 1981
Giải vô địch bóng đá trẻ thế giới 1981 là giải đấu lần thứ 3 của Giải vô địch bóng đá trẻ thế giới, được tổ chức tại Úc từ ngày 3 đến ngày 18 tháng 10 năm 1981. Giải đấu diễn ra tại nhiều địa điểm ở Adelaide, Brisbane, Canberra, Melbourne, Newcastle và Sydney, nơi có tổng cộng 32 trận đấu đã diễn ra. Đội vô địch là Tây Đức, đội đã đánh bại Qatar với tỷ số 4–0 trong trận chung kết được tổ chức tại Sân vận động Cricket Sydney. Linh vật chính thức là 'Kickaburra', một chú kookaburra

## Vòng loại
| Liên đoàn                         | Giải đấu loại                           | Các đội tuyển vượt qua vòng loại                      |
| --------------------------------- | --------------------------------------- | ----------------------------------------------------- |
| AFC (châu Á)                      | Giải vô địch bóng đá trẻ châu Á 1980    | Qatar1 · Hàn Quốc                                     |
| CAF (châu Phi)                    | Giải vô địch bóng đá trẻ châu Phi 1981  | Cameroon1 · Ai Cập1                                   |
| CONCACAF (Bắc, Trung Mỹ & Caribe) | Giải vô địch bóng đá U-20 CONCACAF 1980 | México · Hoa Kỳ1                                      |
| CONMEBOL (Nam Mỹ)                 | Giải vô địch bóng đá trẻ Nam Mỹ 1981    | Argentina · Brasil · Uruguay                          |
| OFC (châu Đại Dương)              | Chủ nhà                                 | Úc1                                                   |
| UEFA (châu Âu)                    | Giải vô địch bóng đá U-18 châu Âu 1980  | Anh1 · Ý · Ba Lan · România1 · Tây Ban Nha · Tây Đức1 |

1.^ Các đội tuyển lần đầu tiên tham dự.

## Đội hình
Danh sách đội hình, xem Danh sách cầu thủ tham dự giải vô địch bóng đá trẻ thế giới 1981.

## Vòng bảng

### Bảng A
| VT | Đội     | ST | T | H | B | BT | BB | HS | Đ | Giành quyền tham dự     |
| -- | ------- | -- | - | - | - | -- | -- | -- | - | ----------------------- |
| 1  | Uruguay | 3  | 3 | 0 | 0 | 5  | 0  | +5 | 6 | Vòng đấu loại trực tiếp |
| 2  | Qatar   | 3  | 1 | 1 | 1 | 2  | 2  | 0  | 3 | Vòng đấu loại trực tiếp |
| 3  | Ba Lan  | 3  | 1 | 0 | 2 | 4  | 2  | +2 | 2 |                         |
| 4  | Hoa Kỳ  | 3  | 0 | 1 | 2 | 1  | 8  | −7 | 1 |                         |

| Ba Lan | 0–1        | Qatar     |
| ------ | ---------- | --------- |
|        | (Chi tiết) | Bilal 37' |

| Hoa Kỳ | 0–3        | Uruguay                                     |
| ------ | ---------- | ------------------------------------------- |
|        | (Chi tiết) | López Báez 5' · Aguilera 60' · Da Silva 67' |

| Hoa Kỳ    | 1–1        | Qatar     |
| --------- | ---------- | --------- |
| Devey 43' | (Chi tiết) | Bilal 56' |

| Uruguay      | 1–0        | Ba Lan |
| ------------ | ---------- | ------ |
| Da Silva 58' | (Chi tiết) |        |

| Qatar | 0–1        | Uruguay      |
| ----- | ---------- | ------------ |
|       | (Chi tiết) | Villazán 52' |

| Ba Lan                                           | 4–0        | Hoa Kỳ |
| ------------------------------------------------ | ---------- | ------ |
| Rzepka 17' · Kowalik 18' · Dziekanowski 65', 67' | (Chi tiết) |        |

### Bảng B
| VT | Đội      | ST | T | H | B | BT | BB | HS | Đ | Giành quyền tham dự     |
| -- | -------- | -- | - | - | - | -- | -- | -- | - | ----------------------- |
| 1  | Brasil   | 3  | 2 | 1 | 0 | 5  | 1  | +4 | 5 | Vòng đấu loại trực tiếp |
| 2  | România  | 3  | 2 | 1 | 0 | 3  | 1  | +2 | 5 | Vòng đấu loại trực tiếp |
| 3  | Hàn Quốc | 3  | 1 | 0 | 2 | 4  | 5  | −1 | 2 |                         |
| 4  | Ý        | 3  | 0 | 0 | 3 | 1  | 6  | −5 | 0 |                         |

| Ý           | 1–4        | Hàn Quốc                                                    |
| ----------- | ---------- | ----------------------------------------------------------- |
| Mariani 83' | (Chi tiết) | Kwak Sung-ho 7' · Choi Soon-ho 12', 29' · Lee Kyung-nam 88' |

| România    | 1–1        | Brasil     |
| ---------- | ---------- | ---------- |
| Zamfir 82' | (Chi tiết) | Leomir 67' |

| România   | 1–0        | Hàn Quốc |
| --------- | ---------- | -------- |
| Sertov 5' | (Chi tiết) |          |

| Brasil          | 1–0        | Ý |
| --------------- | ---------- | - |
| Djalma Baia 56' | (Chi tiết) |   |

| Hàn Quốc | 0–3        | Brasil                                                |
| -------- | ---------- | ----------------------------------------------------- |
|          | (Chi tiết) | Paulo Roberto 48' · Ronaldo 61' · Jun J.S. 79' (l.n.) |

| Ý | 0–1        | România           |
| - | ---------- | ----------------- |
|   | (Chi tiết) | Gabor 56' (ph.đ.) |

### Bảng C
| VT | Đội         | ST | T | H | B | BT | BB | HS | Đ | Giành quyền tham dự     |
| -- | ----------- | -- | - | - | - | -- | -- | -- | - | ----------------------- |
| 1  | Tây Đức     | 3  | 2 | 0 | 1 | 6  | 4  | +2 | 4 | Vòng đấu loại trực tiếp |
| 2  | Ai Cập      | 3  | 1 | 2 | 0 | 7  | 6  | +1 | 4 | Vòng đấu loại trực tiếp |
| 3  | México      | 3  | 0 | 2 | 1 | 4  | 5  | −1 | 2 |                         |
| 4  | Tây Ban Nha | 3  | 0 | 2 | 1 | 5  | 7  | −2 | 2 |                         |

| Tây Ban Nha           | 2–2        | Ai Cập           |
| --------------------- | ---------- | ---------------- |
| Chano 65' · Nadal 74' | (Chi tiết) | Abouzaid 6', 78' |

| Tây Đức  | 1–0        | México |
| -------- | ---------- | ------ |
| Loose 2' | (Chi tiết) |        |

| Tây Đức   | 1–2        | Ai Cập                   |
| --------- | ---------- | ------------------------ |
| Loose 35' | (Chi tiết) | Helmy 31' · Abouzaid 54' |

| México   | 1–1        | Tây Ban Nha       |
| -------- | ---------- | ----------------- |
| Coss 75' | (Chi tiết) | Chano 45' (ph.đ.) |

| Ai Cập                              | 3–3        | México                           |
| ----------------------------------- | ---------- | -------------------------------- |
| Guillén 33' (l.n.) · Saleh 64', 71' | (Chi tiết) | Vaca 18' · Farfán 28' · Ríos 69' |

| Tây Ban Nha                 | 2–4        | Tây Đức                                     |
| --------------------------- | ---------- | ------------------------------------------- |
| F. López 72' · Fabregat 78' | (Chi tiết) | Trieb 29' · Wohlfarth 47', 85' · Anthes 55' |

### Bảng D
| VT | Đội       | ST | T | H | B | BT | BB | HS | Đ | Giành quyền tham dự     |
| -- | --------- | -- | - | - | - | -- | -- | -- | - | ----------------------- |
| 1  | Anh       | 3  | 1 | 2 | 0 | 4  | 2  | +2 | 4 | Vòng đấu loại trực tiếp |
| 2  | Úc (H)    | 3  | 1 | 2 | 0 | 6  | 5  | +1 | 4 | Vòng đấu loại trực tiếp |
| 3  | Argentina | 3  | 1 | 1 | 1 | 3  | 3  | 0  | 3 |                         |
| 4  | Cameroon  | 3  | 0 | 1 | 2 | 3  | 6  | −3 | 1 |                         |

| Anh                    | 2–0        | Cameroon |
| ---------------------- | ---------- | -------- |
| Finnigan 57' · Dey 78' | (Chi tiết) |          |

| Úc                       | 2–1        | Argentina   |
| ------------------------ | ---------- | ----------- |
| Koussas 79' · Hunter 89' | (Chi tiết) | Morresi 66' |

| Úc                                     | 3–3        | Cameroon                         |
| -------------------------------------- | ---------- | -------------------------------- |
| Mitchell 9' · Koussas 53', 78' (ph.đ.) | (Chi tiết) | Olle Olle 17' · Djonkep 35', 52' |

| Anh       | 1–1        | Argentina  |
| --------- | ---------- | ---------- |
| Small 79' | (Chi tiết) | Urruti 57' |

| Cameroon | 0–1        | Argentina |
| -------- | ---------- | --------- |
|          | (Chi tiết) | Cecchi 6' |

| Anh       | 1–1        | Úc         |
| --------- | ---------- | ---------- |
| Small 82' | (Chi tiết) | Koussas 7' |

## Vòng đấu loại trực tiếp
|  | Tứ kết                  | Tứ kết               |                         |   | Bán kết       | Bán kết       |  |  | Chung kết | Chung kết |
|  |                         |                      |                         |   |               |               |  |  |           |           |
|  | 11 tháng 10 - Melbourne |                      |                         |   |               |               |  |  |           |           |
|  |                         |                      |                         |   |               |               |  |  |           |           |
|  | Uruguay                 | 1                    |                         |   |               |               |  |  |           |           |
|  | Uruguay                 | 1                    | 14 tháng 10 - Melbourne |   |               |               |  |  |           |           |
|  | România                 | 2                    |                         |   |               |               |  |  |           |           |
|  | România                 | 2                    | România                 | 0 |               |               |  |  |           |           |
|  | 11 tháng 10 - Canberra  |                      | România                 | 0 |               |               |  |  |           |           |
|  |                         | Tây Đức (s.h.p.)     | 1                       |   |               |               |  |  |           |           |
|  | Tây Đức                 | Tây Đức (s.h.p.)     | 1                       | 1 |               |               |  |  |           |           |
|  | Tây Đức                 |                      | 18 tháng 10 - Sydney    | 1 |               |               |  |  |           |           |
|  | Úc                      | 0                    |                         |   |               |               |  |  |           |           |
|  | Úc                      | 0                    | Tây Đức                 | 4 |               |               |  |  |           |           |
|  | 11 tháng 10 - Newcastle |                      | Tây Đức                 | 4 |               |               |  |  |           |           |
|  |                         | Qatar                | 0                       |   |               |               |  |  |           |           |
|  | Brasil                  | Qatar                | 0                       | 2 |               |               |  |  |           |           |
|  | Brasil                  | 14 tháng 10 - Sydney |                         | 2 |               |               |  |  |           |           |
|  | Qatar                   | 3                    |                         |   |               |               |  |  |           |           |
|  | Qatar                   | 3                    | Qatar                   | 2 |               |               |  |  |           |           |
|  | 11 tháng 10 - Sydney    |                      | Qatar                   | 2 |               |               |  |  |           |           |
|  |                         | Anh                  | 1                       |   | Tranh hạng ba | Tranh hạng ba |  |  |           |           |
|  | Anh                     | Anh                  | 1                       | 4 | Tranh hạng ba | Tranh hạng ba |  |  |           |           |
|  | Anh                     |                      | 17 tháng 10 - Adelaide  | 4 |               |               |  |  |           |           |
|  | Ai Cập                  | 2                    |                         |   |               |               |  |  |           |           |
|  | Ai Cập                  | 2                    | România                 | 1 |               |               |  |  |           |           |
|  |                         |                      |                         |   |               |               |  |  |           |           |
|  | Anh                     | 0                    |                         |   |               |               |  |  |           |           |
|  | Anh                     | 0                    |                         |   |               |               |  |  |           |           |

### Tứ kết
| Uruguay       | 1–2        | România                |
| ------------- | ---------- | ---------------------- |
| Berruetta 60' | (Chi tiết) | Eduard 25' · Fisic 84' |

| Brasil           | 2–3        | Qatar                      |
| ---------------- | ---------- | -------------------------- |
| Ronaldo 27', 78' | (Chi tiết) | Al-Muhannadi 10', 54', 87' |

| Tây Đức       | 1–0        | Úc |
| ------------- | ---------- | -- |
| Wohlfarth 69' | (Chi tiết) |    |

| Anh                            | 4–2        | Ai Cập                           |
| ------------------------------ | ---------- | -------------------------------- |
| Webb 41', 64', 82' · Cooke 60' | (Chi tiết) | Abouzaid 28' (ph.đ.) · Helmy 40' |

### Bán kết
| Qatar                  | 2–1        | Anh       |
| ---------------------- | ---------- | --------- |
| Bilal 12' · Alsada 62' | (Chi tiết) | Small 70' |

| România | 0–1 (s.h.p.) | Tây Đức    |
| ------- | ------------ | ---------- |
|         | (Chi tiết)   | Schön 103' |

### Tranh hạng ba
| România   | 1–0        | Anh |
| --------- | ---------- | --- |
| Gabor 36' | (Chi tiết) |     |

### Chung kết
| Tây Đức                                     | 4–0        | Qatar |
| ------------------------------------------- | ---------- | ----- |
| Loose 28', 66' · Wohlfarth 42' · Anthes 86' | (Chi tiết) |       |

## Vô địch
| Giải vô địch bóng đá trẻ thế giới 1981 |
| -------------------------------------- |
| · Tây Đức · Lần thứ 1                  |

## Giải thưởng
| Chiếc giày vàng | Quả bóng vàng | Giải phong cách FIFA |
| --------------- | ------------- | -------------------- |
| Mark Koussas    | Romulus Gabor | Úc                   |

## Cầu thủ ghi bàn
Mark Koussas của Úc đã giành giải thưởng Chiếc giày vàng khi ghi được 4 bàn thắng. Tổng cộng có 87 bàn thắng được ghi bởi 56 cầu thủ khác nhau, trong đó có hai bàn phản lưới nhà.
4 bàn
- Mark Koussas
- Taher Abouzaid
- Ralf Loose
- Roland Wohlfarth

3 bàn
- Ronaldão
- Hisham Saleh
- Michael Small
- Neil Webb
- Badr Bilal
- Khalid Salman

2 bàn
- Bonaventure Djonkep
- Dariusz Dziekanowski
- Romulus Gabor
- Choi Soon-Ho
- Chano
- Holger Anthes
- Jorge da Silva

1 bàn
- Claudio Morresi
- Jorge Cecchi
- Juan Jose Urruti
- David Mitchell
- Ian Hunter
- Djalma Baia
- Leomir
- Paulo Roberto
- Bertin Olle Olle
- Mohamed Helmy
- Anthony Finnigan
- Geoffrey Dey
- John Cooke
- Pietro Mariani
- Agustín Coss
- González Farfán
- Ildefonso Ríos
- José Enrique Vaca
- Piotr Rzepka
- Jerzy Kowalik
- Ali Alsada
- Augustin Eduard
- Cornel Fisic
- Dorel Zamfir
- Stere Sertov
- Kwak Sung-Ho
- Lee Kyung-Nam
- Francisco López
- Jorge Fabregat
- Sebastián Nadal
- Mark Devey
- Carlos Berruetta
- Javier López Báez
- Carlos Aguilera
- Jorge Villazán
- Alfred Schön
- Martin Trieb

Bàn phản lưới nhà
- Jose Guillen (trong trận gặp Ai Cập)
- Jun Jong-Son (trong trận gặp Brasil)

## Bảng xếp hạng giải đấu
| VT | Đội         | ST | T | H | B | BT | BB | HS | Đ  | Chung cuộc          |
| -- | ----------- | -- | - | - | - | -- | -- | -- | -- | ------------------- |
| 1  | Tây Đức     | 6  | 5 | 0 | 1 | 12 | 4  | +8 | 10 | Vô địch             |
| 2  | Qatar       | 6  | 3 | 1 | 2 | 7  | 9  | −2 | 7  | Á quân              |
| 3  | România     | 6  | 4 | 1 | 1 | 6  | 3  | +3 | 9  | Hạng ba             |
| 4  | Anh         | 6  | 2 | 2 | 2 | 9  | 7  | +2 | 6  | Hạng tư             |
|    |             |    |   |   |   |    |    |    |    |                     |
| 5  | Uruguay     | 4  | 3 | 0 | 1 | 6  | 2  | +4 | 6  | Bị loại ở Tứ kết    |
| 6  | Brasil      | 4  | 2 | 1 | 1 | 7  | 4  | +3 | 5  | Bị loại ở Tứ kết    |
| 7  | Úc (H)      | 4  | 1 | 2 | 1 | 6  | 6  | 0  | 4  | Bị loại ở Tứ kết    |
| 8  | Ai Cập      | 4  | 1 | 2 | 1 | 9  | 10 | −1 | 4  | Bị loại ở Tứ kết    |
|    |             |    |   |   |   |    |    |    |    |                     |
| 9  | Argentina   | 3  | 1 | 1 | 1 | 3  | 3  | 0  | 3  | Bị loại ở Vòng bảng |
| 10 | Ba Lan      | 3  | 1 | 0 | 2 | 4  | 2  | +2 | 2  | Bị loại ở Vòng bảng |
| 11 | Hàn Quốc    | 3  | 1 | 0 | 2 | 4  | 5  | −1 | 2  | Bị loại ở Vòng bảng |
| 12 | México      | 3  | 0 | 2 | 1 | 4  | 5  | −1 | 2  | Bị loại ở Vòng bảng |
| 13 | Tây Ban Nha | 3  | 0 | 2 | 1 | 5  | 7  | −2 | 2  | Bị loại ở Vòng bảng |
| 14 | Cameroon    | 3  | 0 | 1 | 2 | 3  | 6  | −3 | 1  | Bị loại ở Vòng bảng |
| 15 | Hoa Kỳ      | 3  | 0 | 1 | 2 | 1  | 8  | −7 | 1  | Bị loại ở Vòng bảng |
| 16 | Ý           | 3  | 0 | 0 | 3 | 1  | 6  | −5 | 0  | Bị loại ở Vòng bảng |